# Zabołocie II
Zabołocie II – dawna wieś. Tereny na których leżała znajdują się obecnie na Białorusi, w obwodzie witebskim, w rejonie miorskim, w sielsowiecie Zaucie.
Dawniej używane nazwy – Zabłocie.

## Historia
W czasach zaborów wieś skarbowa w gminie Jazno, w powiecie dzisieńskim, w guberni wileńskiej Imperium Rosyjskiego.
W latach 1921–1945 folwark leżał w Polsce, w województwie wileńskim, w powiecie dziśnieńskim, w gminie Jazno.
Według Powszechnego Spisu Ludności z 1921 roku zamieszkiwały tu 47 osób, 15 było wyznania rzymskokatolickiego a 32 prawosławnego. Jednocześnie 16 mieszkańców zadeklarowało polską a 31 białoruską przynależność narodową. Było tu 8 budynków mieszkalnych. W 1931 w 8 domach zamieszkiwało 43 osoby.
Wierni należeli do parafii rzymskokatolickiej i prawosławnej w Jaźnie. Miejscowość podlegała pod Sąd Grodzki w Dziśnie i Okręgowy w Wilnie; właściwy urząd pocztowy mieścił się w Jaźnie.